# 砒化鉱物
砒化鉱物（ひかこうぶつ、英: arsenide mineral）は、アニオンに主にヒ化物イオンを含む鉱物である。ヒ化物は Dana と Strunz の鉱物分類系では硫化物と一体に分類される。

## おもな砒化鉱物
- アルゴドン鉱（アルゴドンナイト）（algodonite）Cu6As
- 砒銅鉱（ドメイカイト）（domeykite）Cu3As
- 砒鉄鉱（レーリンガイト）（löllingite）FeAs2
- 紅砒ニッケル鉱（ニッケライン、ニコライト）（nickeline）NiAs
- ランメルスベルグ鉱 （ランメルスベルジャイト）（rammelsbergite）NiAs2
- サフロ鉱 （サフロライト）（safflorite）(Co,Fe)As2
- 方砒コバルト鉱 （スクッテルダイト）（skutterudite）(Co,Ni)As3
- スペリー鉱 （スペリーライト）（sperrylite）PtAs2